# Dioleniini
Dioleniini, es una tribu de arañas araneomorfas, pertenecientes a la familia Salticidae.  Comprende seiso géneroa que se encuentran en las Célebes, en Nueva Guinea, en Nueva Caledonia, en Nueva Bretaña y también en Australia.

## Géneros
- Chalcolecta Simon, 1884 (3 especies de Australia y Célèbes)
- Diolenius Thorell, 1870 (15 especies de Molucas à la Nueva Guinea)
- Furculattus Balogh, 1980 (1 especie en Nueva Guinea et en Nueva Bretaña)
- Lystrocteisa Simon, 1884 (1 especie en Nueva Caledonia)
- Ohilimia Strand, 1911 (3 especies en Nueva Guinea, aux Moluques et en Australia)
- Tarodes Pocock, 1899 (1 especie en Nueva Bretaña)